# Maison Simon-Fraser
La maison Simon-Fraser est une demeure située au 153, rue Sainte-Anne à Sainte-Anne-de-Bellevue au Québec (Canada). L'explorateur Simon Fraser en a été propriétaire de 1820 jusqu'à sa mort en 1839.